# Кабрал, Луиш де Алмейда
Луиш Северину ди Алмейда Кабрал (порт. Luís Severino de Almeida Cabral; 11 апреля 1931, Бисау, Португальская Гвинея — 30 мая 2009, Торриш-Ведраш, Португалия) — политический и государственный деятель Гвинеи-Бисау, один из основателей Африканской партии независимости Гвинеи и Кабо-Верде (ПАИГК). Участник антиколониальной вооружённой борьбы, сводный брат и сподвижник Амилкара Кабрала. Первый глава независимой Гвинеи-Бисау в 1973—1980 годах. Свергнут в результате государственного переворота в 1980. Находился в заключении, после чего эмигрировал.

## Родство с Амилкаром Кабралом
Родился в семье известного преподавателя и литератора Ювенала Кабрала, выходца с Кабо-Верде. По отцу был сводным братом Амилкара Кабрала. Мать Амилкара Ива Пиньел Эвора, известная как Дона Ива, была африканкой родом с Боа-Вишта; мать Луиша Аделина Кабрал — португалкой. Луиш Кабрал относился к мулатской части населения Португальской Гвинеи.
Работал бухгалтером в многопрофильной структуре Compañía de Unión Fabril (CUF), монополизировавшей экономику колонии. По служебной функции соприкасался с пролетарскими слоями Бисау. Подобно старшему брату Амилкару, придерживался марксистского мировоззрения и был активным сторонником независимости Гвинеи-Бисау.

## В антиколониальном движении
В 1951 Луиш Кабрал вместе с Амилкаром Кабралом и Аристидешем Перейрой участвовал в создании подпольного антиколониального движения. В 1956 являлся одним из учредителей Африканской партии независимости Гвинеи и Кабо-Верде (ПАИГК). Курировал в партии профсоюзное направление.
Летом 1959 Луиш Кабрал был одним из организаторов крупной забастовки портовых рабочих Бисау. Забастовка была подавлена силами ПИДЕ. Колониальные власти применили оружие. По данным самого Луиша Кабрала, при расстреле (известном как резня в Пиджигуити) погибли около 50 человек. Уходя от преследований, Луиш Кабрал перебрался в Гвинею, где расположилась штаб-квартира ПАИГК.
В 1963 началась война за независимость Гвинеи-Бисау. Луиш Кабрал состоял в высшем руководстве ПАИГК и командовании партийных вооружённых сил FARP. Был членом Исполнительного комитета борьбы и Военного совета ПАИГК, курировал администрацию контролируемых территорий, командовал повстанческими войсками Северного фронта. Возглавлял Всеобщий союз трудящихся (UNTG) — профсоюзное объединение ПАИГК. Руководил также партийным представительством в Дакаре, поддерживал связь с президентом Сенегала Леопольдом Сенгором.
В то же время исследователи отмечают, что Луиш Кабрал постоянно находился в тени сводного старшего брата. Он не обладал ни харизмой Амилкара, ни собственным организационным ресурсом, был ограничен в проявлении инициативы. По объёму партийной власти и влияния Луиш Кабрал уступал не только Амилкару Кабралу, но и «номеру 2» ПАИГК — Аристидешу Перейре.
20 января 1973 Амилкар Кабрал был убит в результате заговора ПИДЕ. Заговорщики планировали захватить руководство ПАИГК, однако в этой части потерпели быстрое и полное поражение. Все они были арестованы гвинейскими властями, преданы суду и почти все казнены. Новым генеральным секретарём ПАИГК стал Аристидеш Перейра, его заместителем — Луиш Кабрал.
Убийство Амилкара Кабрала не изменило военно-политического положения в Португальской Гвинее. Антиколониальное движение одержало скорую победу. Независимость Гвинеи-Бисау была провозглашена 24 сентября 1973 и 10 сентября 1974 — после Революции гвоздик — признана Португалией.

## Во главе Гвинеи-Бисау
Луиш Кабрал стал первым главой независимого государства Гвинея-Бисау — председателем Государственного совета. Аристидеш Перейра возглавил Республику Кабо-Верде, независимость которой была провозглашена 5 июля 1975. Главная госструктура — правящая партия — оставалась единой, и в этом виделся залог будущего объединения двух стран. Важное значение имел тот факт, что и в Бисау, и на Островах правили выходцы с Кабо-Верде, откуда происходил и Амилкар Кабрал. Это вызывало серьёзное недовольство националистов-банту, составлявших большинство населения. (Убийство Амилкара Кабрала в значительной степени было совершено из ненависти к кабовердиануш.)
Под руководством Луиша Кабрала в Гвинее-Бисау был установлен однопартийный марксистский режим по типу реального социализма. В своей политике Кабрал в большей степени, чем Перейра, ориентировался на СССР и Кубу (поддерживались также связи с КНР).
Политические репрессии не приняли таких масштабов, как в Анголе и в Мозамбике, но на Кабрала возлагалась ответственность за многочисленные бессудные убийства африканцев, воевавших на стороне Португалии. Политическое инакомыслие жёстко преследовалось — так, по бездоказательному обвинению в причастности к убийству Амилкара Кабрала был приговорён к смертной казни с заменой на пожизненное заключение ветеран борьбы за независимость, первый председатель ПАИГК Рафаэл Барбоза. Экономика оставалась крайне отсталой, сохранялась массовая бедность. В обществе и в партии усиливалась напряжённость между негритянским большинством и мулатами, между гвинейцами и выходцами с Кабо-Верде.

## Свержение и эмиграция
14 ноября 1980 в Гвинее-Бисау произошёл государственный переворот. К власти пришёл Революционный совет во главе с Жуаном Бернарду Виейрой — лидером националистического движения против «засилья кабовердиануш». Проект объединения Гвинеи-Бисау с Кабо-Верде оказался сорван. Луиш Кабрал был арестован и заключён в тюрьму, где провёл более года.
После освобождения Кабрал был немедленно выдворен из Гвинеи-Бисау. Аристидеш Перейра отказался принять его в Кабо-Верде, несмотря на прежние дружеские отношения. Он отбыл на Кубу, где три года прожил как гость Фиделя Кастро. В 1984 Луиш Кабрал, по предложению президента Рамалью Эанеша, переселился в Португалию. Опубликовал исторические мемуары Crónicas de libertação — Хроники освобождения.
Возвратиться в Гвинею-Бисау Кабралу не удалось — Виейра предупредил, что не гарантирует безопасности. Посетить страну Кабрал смог лишь в 1999, в перерыве между двумя правления Виейры. В эмиграции Луиш Кабрал обычно воздерживался от высказываний по политическому положению в Гвинее-Бисау. Но он не сдерживал эмоций ненависти, когда речь заходила персонально о Жуане Виейре. Когда в 2009 поступила информация об убийстве Виейры, Луиш Кабрал заявил, что «хуже от этого стать не может, а изменения к лучшему возможны».

## Кончина и память
Скончался Луиш Кабрал в возрасте 78 лет менее чем через три месяца после гибели Жуана Виейры. Официальные соболезнования выразил Педру Пиреш, в то время президент Кабо-Верде. Пиреш характеризовал Кабрала как патриота и борца за свободу, который, однако «легковерно недооценивал сопротивление, оказываемое преобразованиям со стороны гвинейского общества».
В 2017 Фонд Амилкара Кабрала в Кабо-Верде издал отдельной книгой биографию Луиша Кабрала.

## Семья
Луиш Кабрал был женат, имел четырёх сыновей и трёх дочерей.